# ویلهلم گریزینگر
ویلهلم گریزینگر (انگلیسی: Wilhelm Griesinger؛ ‏ ۲۹ ژوئیهٔ ۱۸۱۷ – ۲۶ اکتبر ۱۸۶۸) متخصص اعصاب، روان‌پزشک و پزشک اهل آلمان بود. او در سال ۱۸۴۵، درسنامه جامع و مشهور خود را به نام «آسیب‌شناسی و درمان بیماری‌های روانی» (Die Pathologie und Therapie der psychischen Krankheiten) منتشر کرد.
ویلهلم از شاگردان یوهان لوکاس شونلاین در دانشگاه زوریخ بود. او در دههٔ ۱۸۵۰ به مصر رفت و در آنجا رئیس دانشگاه پزشکی قاهره و پزشک شخصی عباس حلمی یکم شد. وی در سال ۱۸۵۴ به آلمان بازگشت و استاد رشتهٔ پزشکی در دانشگاه توبینگن شد. ویلهلم سپس در سال ۱۸۶۵ به برلین رفت و جانشین موریتس هاینریش رومبرگ به‌عنوان رئیس شاریته شد. فرهنگستان پادشاهی علوم سوئد در سال ۱۸۶۸ او را به‌عنوان یکی از اعضای خارجی خود پذیرفت.
«نشانهٔ گریزینگر» در پزشکی نامش را از این پزشک آلمانی می‌گیرد که به قرمزی و ورم بخش پستانکی استخوان گیجگاهی به علت ترومبوز عفونی «سیاه‌رگ بیرون‌دهندهٔ ماستوئید» و ترومبوفلبیت سینوس سیگموئید گفته می‌شود.